# Jean-Louis Michel (Ingenieur)
Jean-Louis Michel arbeitet als Ingenieur beim Französischen Meeresinstitut Institut français de recherche pour l’exploitation de la mer (IFREMER). Er entdeckte mit seinem Team und mit dem Team von Robert Ballard das Wrack der Titanic vor der Küste Neufundlands. Mithilfe von Video- und Ultraschalltechnik gelang es ihnen, das Wrack in 3800 Metern Tiefe zu orten.
Michel war entscheidend an der Entwicklung des Sonar Acoustique Remorqué (kurz: SAR) beteiligt, eines schleppbaren Seitensicht-Sonars, das bei Ballards erster Expedition zur Titanic zum Einsatz kam und zu seiner Zeit Bilder des Meeresbodens von ungekannter Qualität erzeugen konnte.